# Aerzen

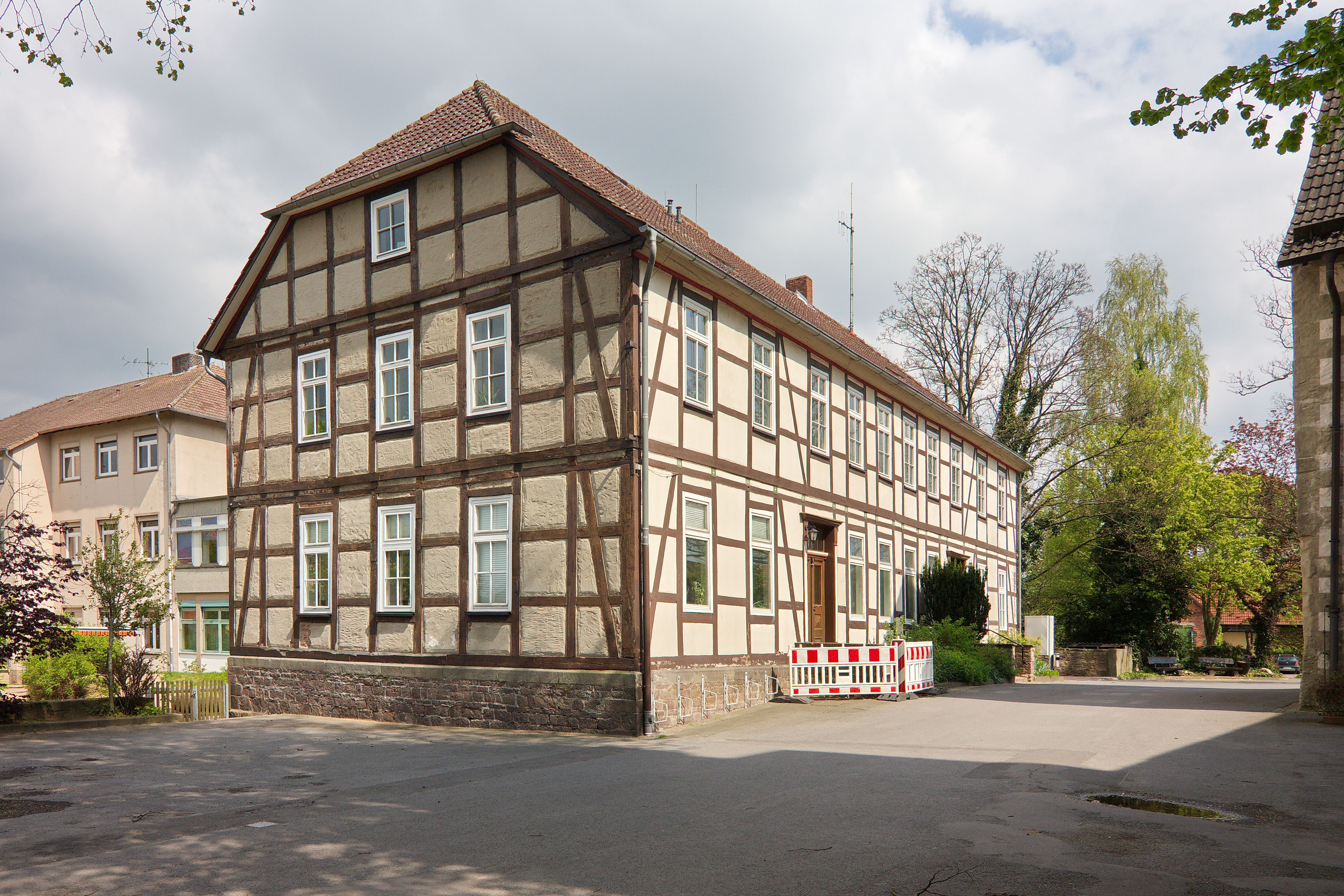
Rathaus des Flecken Aerzen

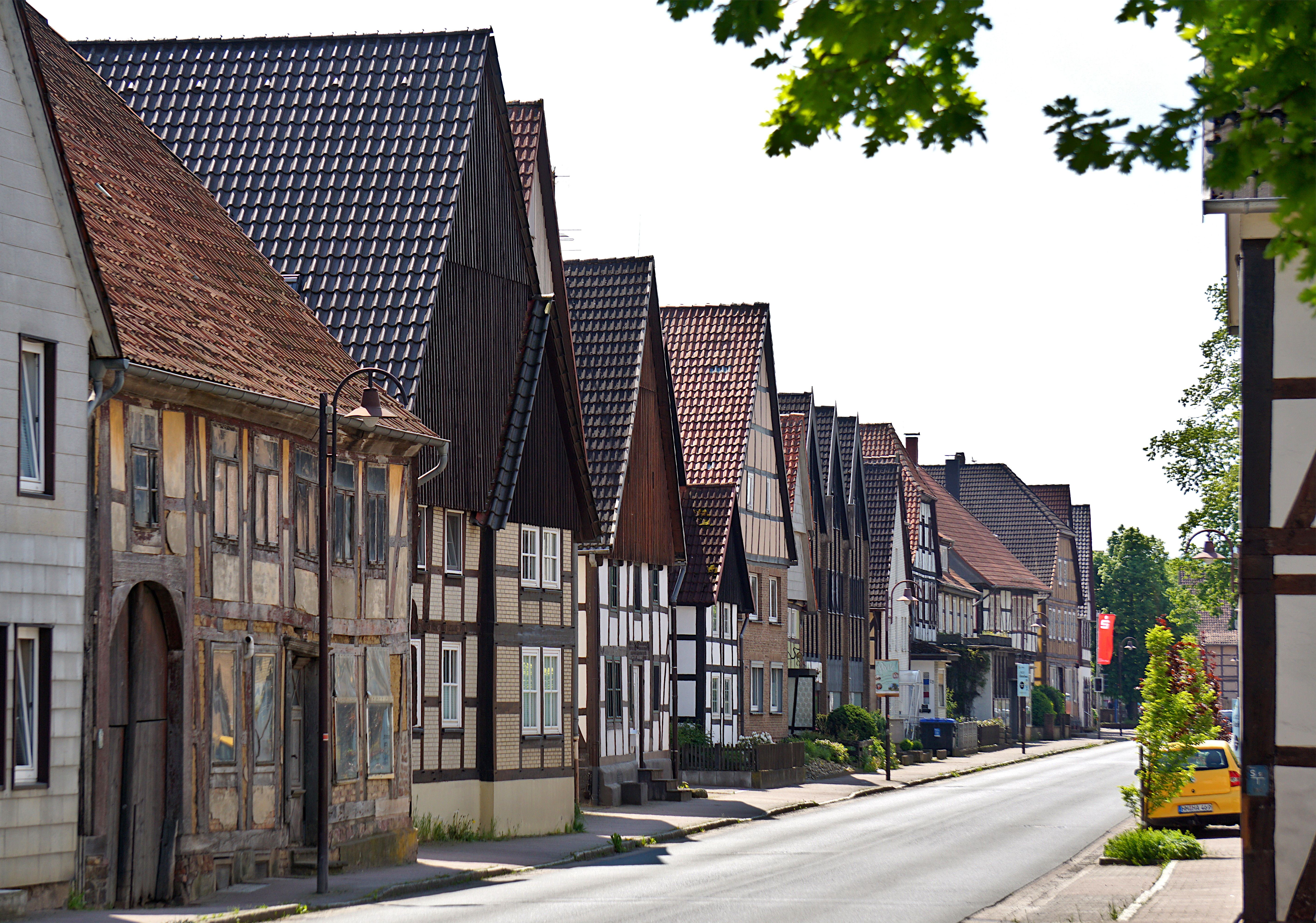
Die Osterstraße in Aerzen

Der Flecken Aerzen ([ˈɛʁˌt͡sn̩], sprich „Ärzen“) liegt im südniedersächsischen Landkreis Hameln-Pyrmont unmittelbar an der Landesgrenze zu Nordrhein-Westfalen.

## Geografie

### Lage
Der Flecken liegt im Weserbergland etwa zehn Kilometer südwestlich der Kreisstadt Hameln und etwa sieben Kilometer nördlich von Bad Pyrmont, mitten im Hummetal. Nördlich vom Ort Aerzen befindet sich der Lüningsberg, südlich der Schierholzberg und der Pyrmonterberg. Von Westen nach Osten durchfließen die Humme und der Grießebach, der innerorts in die Humme mündet, den Ort.

### Fleckengliederung
Der Flecken Aerzen ist eine Einheitsgemeinde und besteht aus den Ortsteilen
1. Aerzen (Kernort)
2. Dehmke
3. Dehmkerbrock
4. Egge
5. Gellersen
6. Grießem
7. Groß Berkel
8. Grupenhagen
9. Herkendorf
10. Königsförde
11. Multhöpen
12. Reher
13. Reinerbeck mit Reine
14. Selxen

### Nachbargemeinden
Nachbarstädte und -gemeinden sind die Stadt Hessisch Oldendorf, die Stadt Hameln, die Stadt Rinteln, die Gemeinde Emmerthal, die Stadt Bad Pyrmont sowie die in Nordrhein-Westfalen liegende Stadt Barntrup und die Gemeinde Extertal.

## Geschichte
Das ursprüngliche Amt Aerzen ist aus der gleichnamigen Herrschaft, die in ihrem Bereich auch die Gerichtshoheit besaß, hervorgegangen. 1178 starb das Geschlecht der Herren von Aerzen aus. Die Gografschaft Aerzen fiel an die Grafschaft Everstein. Nach einem eversteinischen Kornregister aus der Mitte des 14. Jahrhunderts war Aerzen damals Mittelpunkt eines Verwaltungsbezirkes mit 13 Ortschaften.
Als die Welfen sich nach dem Sturz Heinrichs des Löwen gegen die Hohenstaufen erfolgreich zur Wehr setzten und die Eversteiner bedrängten, suchte Konrad von Everstein 1283 bei Erzbischof Siegfried von Köln Schutz und übertrug ihm den festen Ort Aerzen. Doch auch der Bischof konnte die Einnahme der Burg Everstein durch die Welfen nicht verhindern. Daraufhin schloss Graf Hermann VII. von Everstein Erbverträge mit dem Bistum Paderborn und der Grafschaft Lippe, um sein Land vor den Herzögen von Braunschweig-Lüneburg zu schützen. Beide Erbverträge bestimmten, dass Gräfin Irmgard von Everstein, die Gattin Graf Hermanns, Schloss Aerzen als Leibzucht erhielt.
Die Schutzbündnisse lösten den Eversteiner Erbfolgekrieg aus, in dessen Verlauf die Welfen weit in lippisches Territorium vordrangen. 1408 kam es zum Friedensschluss: Graf Hermann gab Otto von Braunschweig-Lüneburg das Eheversprechen für seine erst vier Jahre alte Tochter Elisabeth, die Aerzen als Mitgift erhielt. Damit hatten die Welfen den Anschluss der Grafschaft Everstein an Braunschweig-Lüneburg erreicht. Die Welfenherzöge verpfändeten 1433 Aerzen an die Hildesheimer Bischöfe, die Amt und Schloss als Pfand weitergaben. 1508 erhielten Stacius von Münchhausen und Heinrich von Hardenberg Pfandschaften. Als neun Jahre später der Hildesheimer Bischof die Hardenbergsche Pfandschaft nicht erneuerte, kam es Anfang 1518 zwischen den beiden Pfandinhabern in Aerzen zum Kampf. Stats von Münchhausen musste fliehen und wurde kurz vor Hildesheim von Heinrich von Hardenberg erschlagen. Sein Tod führte zu der verhängnisvollen Hildesheimer Stiftsfehde. 1533 ließ Herzog Erich der Ältere, der dem Hochstift Hildesheim das Amt Aerzen wieder aberkannt hatte, das dreigeschossige Amtshaus erbauen.
1557 erwarb der Obrist Hilmar von Münchhausen (1512–1573), der jüngste Sohn des erschlagenen Stats, Aerzen für 24.000 Taler als Pfandschaft auf Lebenszeit (wie zur selben Zeit sein Vetter und „Obristenkollege“ Georg von Holle die seit 1491 Münchhausen’sche Pfandschaft Grohnde). Hilmar, als Söldnerführer zu einem der reichsten Männer seiner Zeit geworden, ließ 1561 auf dem Amtshof die 50 m lange und 16 m hohe Zehntscheune errichten, die 1980 im Museumsdorf Cloppenburg wieder aufgebaut wurde. Er zog mit seiner Frau Lucia, geborenen von Reden (1525–1583) und vier Kindern nach Aerzen (weitere drei Kinder sollten noch folgen.) Lucia war ausdrücklich in die Belehnung mit aufgenommen worden, was sonst nicht üblich war. Sie fing sogleich an, in den Amtsdörfern Schulen zu gründen und sich um die Kirchen zu kümmern, wobei ihr der Feldprediger ihres Mannes, Philipp Nagel, half, der jetzt in Aerzen als Pfarrer wirkte.
1570 beauftragte Hilmar den Hamelner Baumeister Cord Tönnies, in Schwöbber ein dreiflügeliges Schloss zu planen, das nach seinem Tode 1573 von seiner Witwe Lucia errichtet und vom Sohn Hilmar dem Jüngeren ab 1588 um die Seitenflügel erweitert wurde. 1593 vergab Herzog Heinrich Julius das Amtsschloss in Aerzen als Pfandbesitz an Hilmar den Jüngeren, der 1617 in Schwöbber starb und als erster seine Ruhestätte im Erbbegräbnis der Aerzener Marienkirche fand. Sein Sohn Börries übernahm nach dem Tode des Vaters die Pfandschaft, aus der ihn 1630 das Hochstift Hildesheim mit Waffengewalt vertrieb. Erst als nach der Landung des Schwedenkönigs Gustav Adolf in Deutschland das Restitutionsedikt aufgehoben wurde, erhielt Börries Aerzen als Pfand zurück. Der zweite Schicksalsschlag traf ihn 1642, als durchziehende weimarische Reiterei den Ort brandschatzte und Börries von seinem Hab und Gut nur die goldene Gnadenkette seines Vaters retten konnte, die Hilmar der Jüngere 1578 in Heidelberg erhalten hatte. Nach einer alten Hausinschrift brannten in jener Nacht 66 Wohnhäuser, das Schloss, die Kirche, die Schule und viele Scheunen und Speicher nieder. 1660 mussten die Herren von Münchhausen nach über 160 Jahren Pfandherrschaft Aerzen für immer verlassen.
Der Amtshof wurde Staatsgut. Amtmänner und Amtsschreiber bestimmten bis zur Mitte des 19. Jahrhunderts das Verwaltungs- und Gerichtsgeschehen in Aerzen. 1823 wurde das Amt Aerzen aufgehoben, 1854 neben dem Amtsgericht aber wieder eingerichtet. Die endgültige Auflösung erfolgte 1858.
1864 gründete Adolph Meyer die Aerzener Maschinenfabrik, die ab 1907 als GmbH firmierte und Drehkolbenmaschinen und später auch Aufladegebläse für Dieselmotoren produzierte.
Im Zweiten Weltkrieg kam es in Aerzen zu keinen Kampfhandlungen, allerdings führte die Reichsstraße 1 durch den Kernort und diente den Truppenbewegungen der Wehrmacht. Als am 4. April 1945 die Amerikaner in das Hummetal vorstießen, floh der für Aerzen zuständige SS-Sturmbannführer Sempf und übergab das Kommando an Erich Mestmäcker und Erich Kropp. Auf ihren Befehl hin stießen die Alliierten auf keinerlei Widerstand, woraufhin sie nach Hameln weiterzogen.

### Ortsname
Frühere Ortsnamen von Aerzen waren um 1200 Artelessen, vom 12. bis ins 13. Jahrhundert Artlissen, etwa 1237–47 Arteldessen, in der Mitte 13. Jahrhundert Ardlesen, Arteldessen, 1283 Arthesloin, 1293 Artelsen, 1310 Artldissen und 1317 Aartlessen.
Beim Grundwort kann es sich um „-husen“ oder „-hem“ handeln. Davor steht ein Personenname, dessen Grundform allerdings nicht ganz sicher zu bestimmen ist. Wahrscheinlich liegt „arth, ard“, wie „Ardulf, Artold“, hier wohl Verkleinerung „Arthili“ vor, also aus „Arthilis-husun“ entstanden. Der Personennamen-Stamm „Arth-, Ard-“ gehört zu altenglisch „earth“ und bedeutet „Stammgut“, altsächsisch „arth“, also „Wohnort“.

### Eingemeindungen
Der heutige Flecken Aerzen entstand im Rahmen der Gebietsreform in Niedersachsen vom 1. Januar 1973 durch die Zusammenlegung des damaligen Fleckens Aerzen mit den Gemeinden Dehmke, Dehmkerbrock, Egge, Gellersen, Grießem, Groß Berkel, Grupenhagen, Herkendorf, Königsförde, Multhöpen, Reher, Reinerbeck und Selxen.

### Einwohnerentwicklung
| Jahr | Einwohner | Quelle      |
| ---- | --------- | ----------- |
| 1885 | 1.424     | [ 4 ]       |
| 1910 | 1.715     | [ 5 ]       |
| 1925 | 1.773     | [ 4 ]       |
| 1933 | 1.844     | [ 4 ]       |
| 1939 | 1.906     | [ 4 ]       |
| 1950 | 3.185     | [ 6 ]       |
| 1956 | 2.919     | [ 6 ]       |
| 1961 | 02.970 ¹  | [ 3 ] [ 7 ] |
| 1970 | 03.614 ²  | [ 3 ] [ 7 ] |
| 1973 | 11.2630   | [ 8 ]       |

| Jahr | Einwohner | Quelle |
| ---- | --------- | ------ |
| 1975 | 11.279 ³  | [ 9 ]  |
| 1980 | 11.035 ³  | [ 9 ]  |
| 1985 | 10.578 ³  | [ 9 ]  |
| 1990 | 11.050 ³  | [ 9 ]  |
| 1995 | 12.057 ³  | [ 9 ]  |
| 2000 | 12.198 ³  | [ 9 ]  |
| 2005 | 11.794 ³  | [ 9 ]  |
| 2010 | 11.239 ³  | [ 9 ]  |
| 2015 | 10.693 ³  | [ 9 ]  |
| 2020 | 10.557 ³  | [ 9 ]  |
| 2021 | 10.472 ³  |        |

¹ Volkszählungsergebnis vom 6. Juni (mit den später eingegliederten Gemeinden vom 1. Januar 1973 = 10.899 Einw.)

² Volkszählungsergebnis vom 27. Mai (mit den später eingegliederten Gemeinden vom 1. Januar 1973 = 11.214 Einw.)

³ jeweils zum 31. Dezember
|  |

## Politik
- Linke: 1
- SPD: 11
- Grüne: 3
- Unabh.: 1
- FDP: 1
- CDU: 9

### Rat
Der Rat des Fleckens Aerzen besteht aus 26 Ratsfrauen und Ratsherren. Dies ist die festgelegte Anzahl für eine Gemeinde mit einer Einwohnerzahl zwischen 10.001 und 11.000 Einwohnern. Die Ratsmitglieder werden durch eine Kommunalwahl für jeweils fünf Jahre gewählt.
Die aktuelle Amtszeit begann am 1. November 2021 und endet am 31. Oktober 2026.
Stimm- und sitzberechtigt im Rat ist außerdem der hauptamtliche Bürgermeister.
Nach der Kommunalwahl 2021 bildeten sich folgende Gruppen bzw. Fraktionen:
| Parteien | Gruppe / Fraktion | Zahl der Sitze | Bemerkungen                  |
| -------- | ----------------- | -------------- | ---------------------------- |
| SPD      | Gruppe            | 1              | Bürgermeister Wittrock (SPD) |
| SPD      | Gruppe            | 11             |                              |
| Grüne    | Gruppe            | 3              |                              |
| Linke    | Gruppe            | 1              |                              |
| CDU      | Fraktion          | 9              |                              |
| DU/FDP   | Gruppe            | 2              |                              |

Die SPD/Grüne/Linke – Gruppe verfügt über eine Mehrheit im Rat des Fleckens Aerzen.

### Bürgermeister
Hauptamtlicher Bürgermeister des Fleckens Aerzen ist seit 1. November 2019 Andreas Wittrock (SPD). Bei der letzten Bürgermeisterwahl am 26. Mai 2019 wurde er als Nachfolger von Bernhard Wagner, welcher vorzeitig seine Amtszeit aus Altersgründen beendete, gewählt. Als Gegenkandidaten trat Andreas Breitkopf (parteilos) an. Andreas Wittrock wurde mit 54,7 % der Stimmen gewählt. Die Wahlbeteiligung lag bei 64 %.

### Ortsrat Aerzen
Der Ortsrat des Kernortes Aerzen setzt sich aus folgenden Parteien zusammen:
- SPD:   4 Sitze
- Grüne: 1 Sitz
- CDU:   2 Sitze

(Stand: Kommunalwahl 2021)

#### Ortsbürgermeister
Der Ortsbürgermeister des Kernortes Aerzen ist Jürgen Schwitzer (SPD). Seine Stellvertreter sind Karl-Heinz Frevert (CDU) und Michael Schlie (SPD).

### Wappen
Am 14. Oktober 1930 beschloss die Gemeindevertretung Aerzen die Einführung von Kommunalwappen und Siegel, die vom Preußischen Staatsministerium drei Jahre später bestätigt und verliehen wurden.
| Wappen von Aerzen | Blasonierung: „In Blau über einem silbernen Wellenbalken ein rot gekrönter, rot bewehrter goldener Löwe.“ |
| Wappen von Aerzen | Wappenbegründung: Klemens Stadler meint hierzu in seinem Buch: „Das 1933 vom Preußischen Staatsministerium verliehene Gemeindewappen lehnt sich weitgehend an das Wappensiegel des ehemaligen welfischen Amts Aerzen an, das ebenfalls einen Löwen aufweist. Dieser erinnert an das Stammwappen der Grafen von Everstein, die 1425 erloschen und von den Herzögen von Braunschweig-Lüneburg beerbt wurden. Das Dynastengeschlecht der Eversteiner besaß den Ort seit 1033 und machte ihn wohl schon im 13. Jahrhundert zum Verwaltungsmittelpunkt eines großen Sprengels und zum Sitz eines Gogerichts. 1653 erhielt Aerzen die Fleckenbezeichnung mit Markgerechtigkeit. Der Wellenbalken versinnbildlicht die Flüsse Humme und Grieße. Die Farben des Löwen im kommunalen Wappen weichen von denen des golden gekrönten silbernen der Eversteiner ab.“ |

### Flagge
Die Flagge ist blau-weiß, belegt mit dem Gemeindewappen.

## Kultur und Sehenswürdigkeiten

### Bauwerke
- Die von Wassergräben umgebene Domänenburg Aerzen wurde bereits früher errichtet, jedoch 1293 erstmals urkundlich erwähnt. Heute befindet sich ein Kulturzentrum in den Gebäuden.
- Das Rittergut Posteholz im Ortsteil Posteholz wurde im 17. Jahrhundert von dem Geheimen Rat Arnold Ludwig von Post errichtet.
- Das Schloss Schwöbber errichtete das niedersächsische Adelsgeschlecht der Münchhausen im 16. Jahrhundert. Es wird heute als 5-Sterne Hotel genutzt.
- Die evangelisch-lutherische Marienkirche wurde 1643 errichtet. Der große und helle Raum wird durch die barocke Ausstattung belebt. Die Kirche befindet sich an der Osterstraße, ihre Kirchengemeinde gehört zum Kirchenkreis Hameln-Pyrmont.
- Die katholische St.-Bonifatius-Kirche befindet sich am Hainebuchenweg. Sie wurde 1962/1963 errichtet und gehört seit 2006 zur Pfarrgemeinde St. Elisabeth in Hameln.[15]

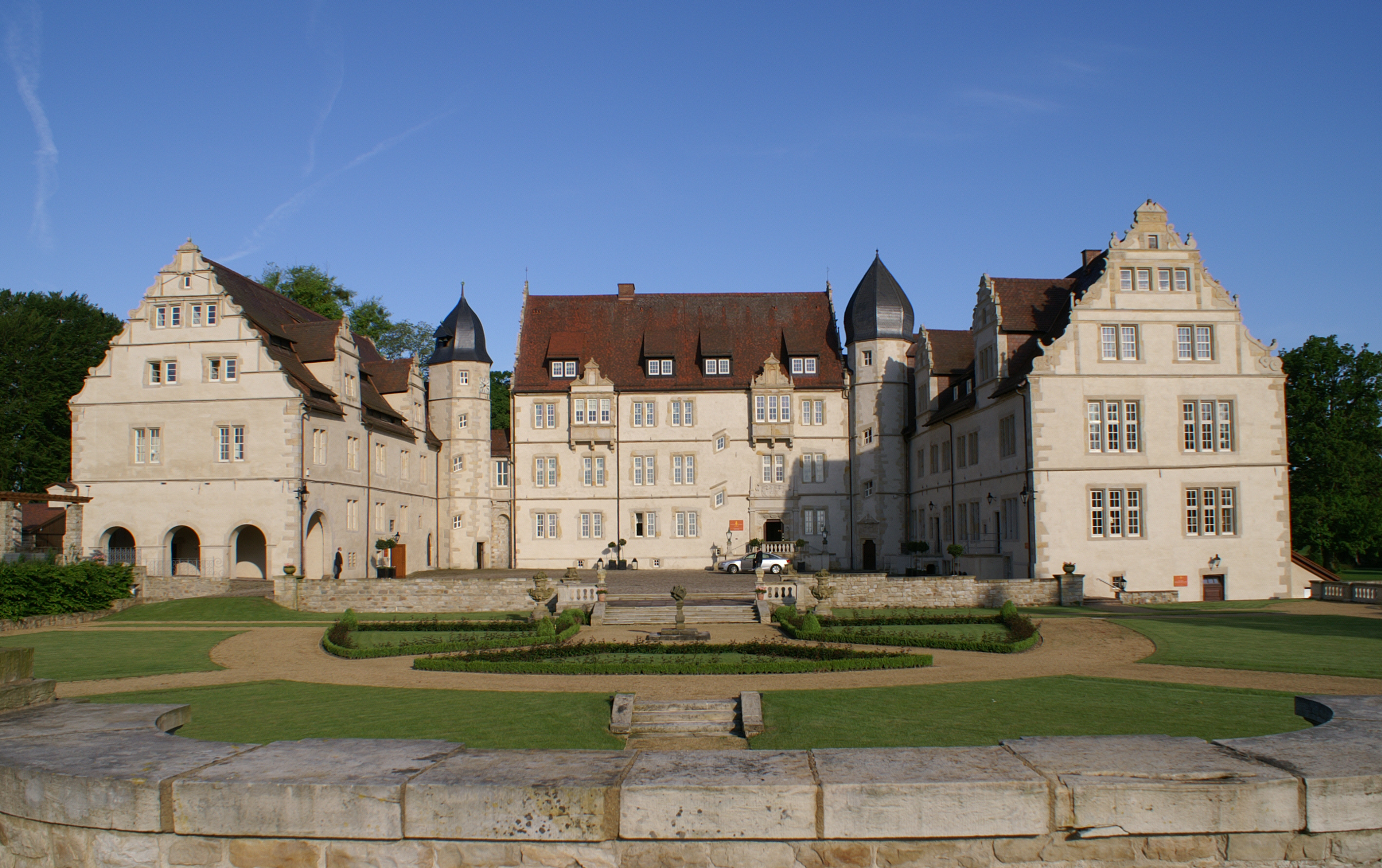
Schloss Schwöbber bei Aerzen
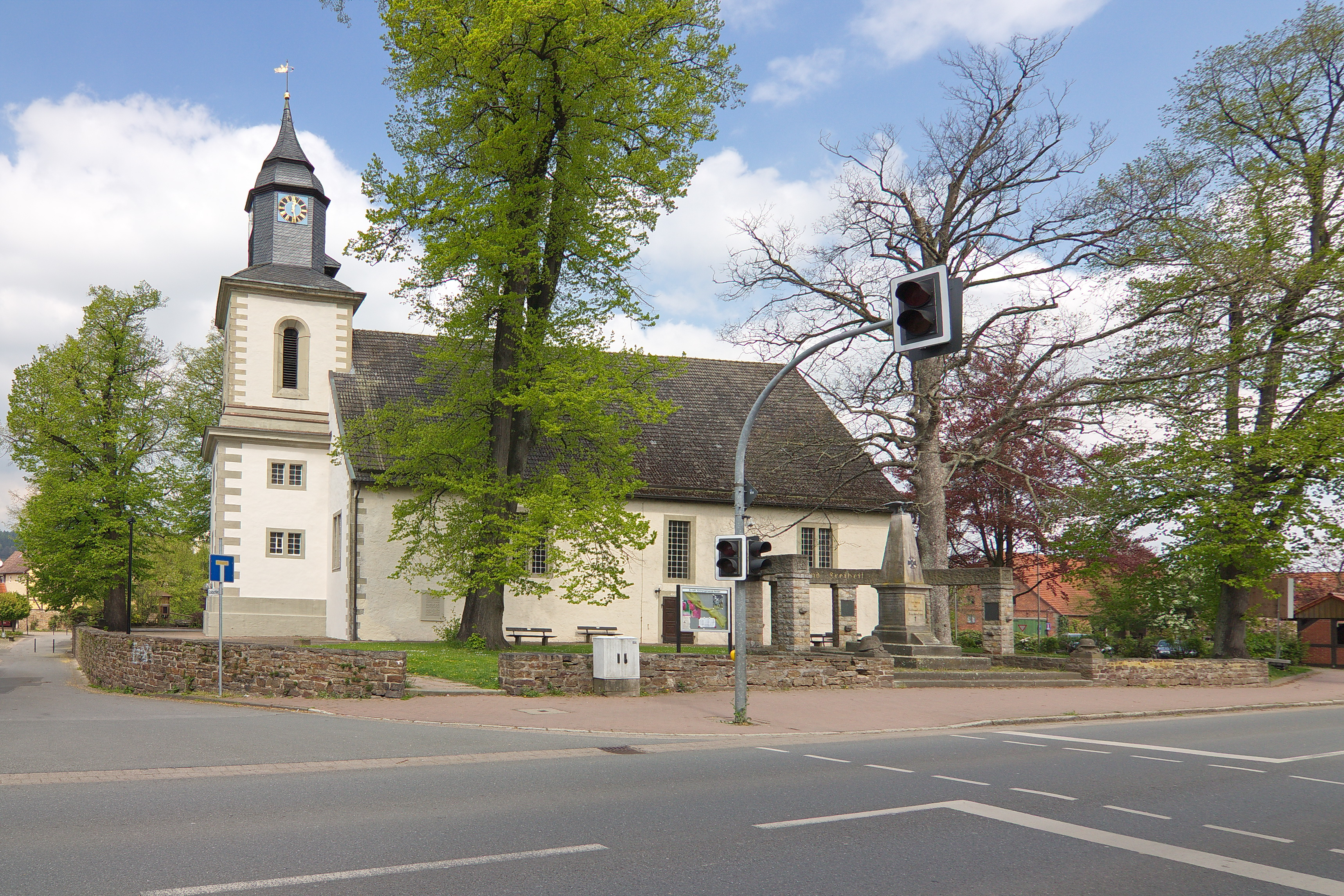
Marienkirche in Aerzen
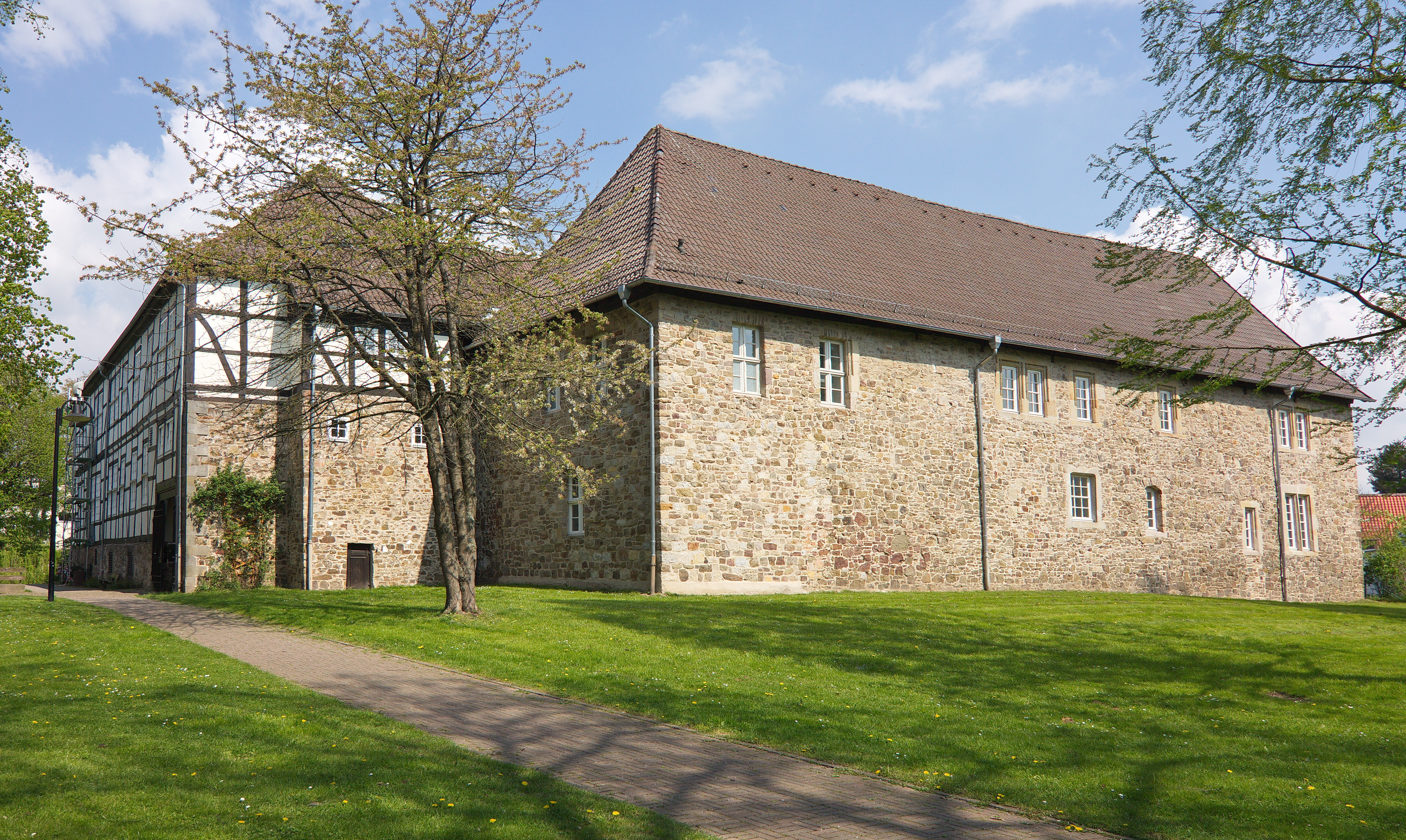
Domänenburg Aerzen
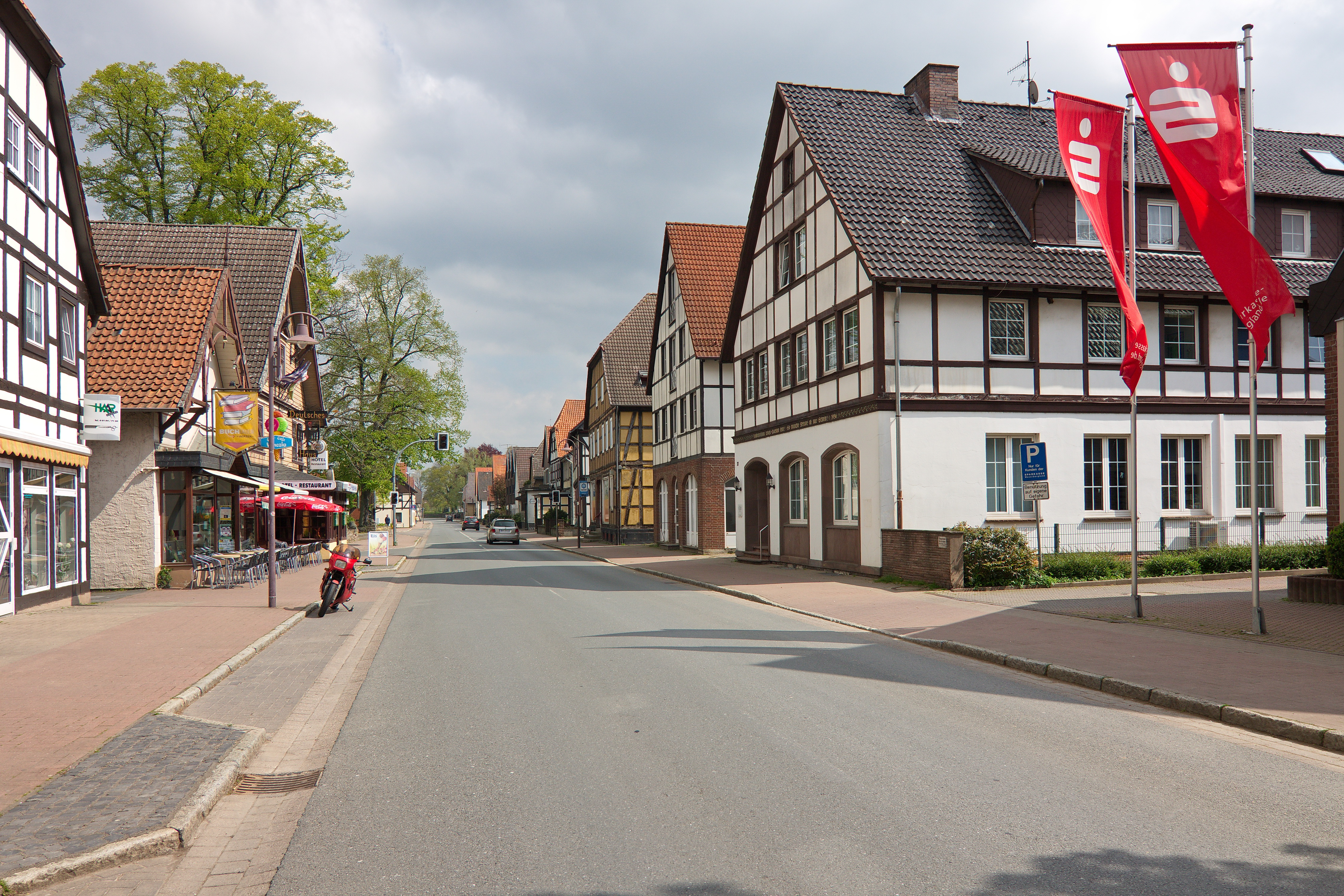
Blick auf die Osterstraße im Ort
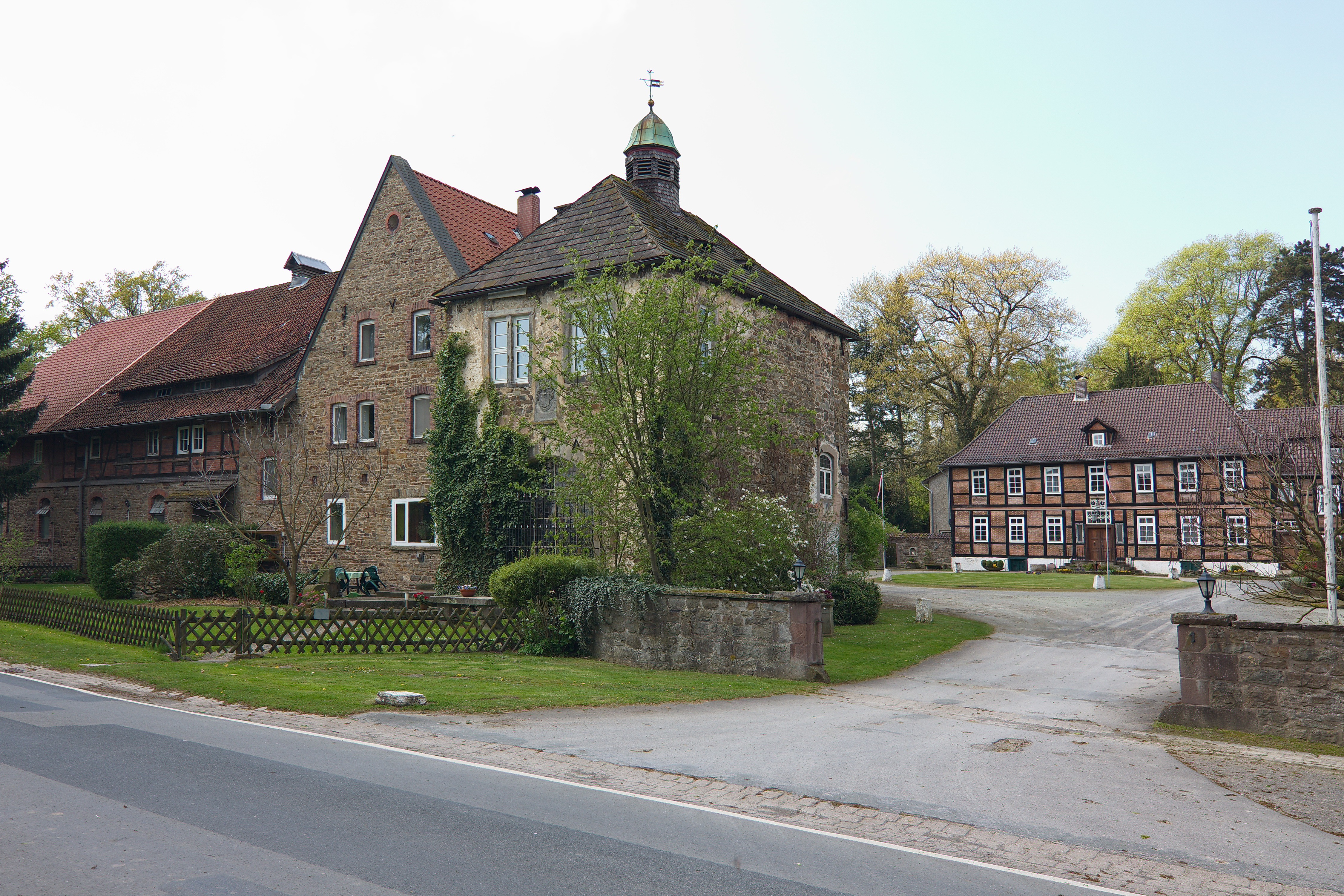
Rittergut Posteholz

### Sport
- Männer-Turn- und Sportverein MTSV Aerzen 04. der neben einer Fußball-, Volleyball- und Judo- unter anderem auch eine Faustballsparte sowie die Gründungssparte Männerturnen unterhält.
- Reit- und Fahrverein „St. Georg“ 1949 e. V. gegründet 1949,
- Aerzener Schwimmverein e. V. gegründet 1971,
- Handballverein Handballfreunde Aerzen e. V. gegründet 1972,
- Modellfluggruppe Aerzen e. V. gegründet 1975,
- Tennis-Club Aerzen gegründet 1976,
- Hamelner Golfclub e. V. Schloß Schwöbber gegründet 1985,
- Ballettverein Aerzen e. V. gegründet 1989
- Verein für Rollsport Aerzen von 1989 e. V. gegründet 1989

Zur Fußball-Weltmeisterschaft 2006 logierte die französische Nationalmannschaft vom 8. Juni bis 8. Juli im Aerzener Schloßhotel Münchhausen im Schloss Schwöbber. Während dieser Zeit fanden öffentliche Trainings im Weserberglandstadion in Hameln und im Veilchenbergstadion in Aerzen statt, das Pressezentrum befand sich in Hameln in der Rattenfängerhalle. Das Team kehrte nach dem Finale am 9. Juli als Vize-Weltmeister nach Frankreich zurück.

## Wirtschaft und Infrastruktur

### Unternehmen
- Aerzener Maschinenfabrik GmbH, ein international tätiger Hersteller von Gebläse, Verdichter, Drehkolbenverdichter, Turbogebläse.
- Lenze SE, ein international tätiger Hersteller für Antriebs- und Automatisierungstechnik mit Hauptsitz im Ortsteil Groß Berkel.
- Kendrion (Aerzen) GmbH, ehemals Intorq und Magneta, stellt in Aerzen Bremsen und Kupplungen, Elektromagnetkupplungen und -bremsen für die elektrische Antriebstechnik her.
- Aerzener Brot und Kuchen GmbH. Dies ist ein Unternehmen der Mestemacher Gruppe.
- Gebrüder Garvens GmbH & Co KG fertigt und vertreibt seit den 1960er Jahren Kamine, Elektrokamine.
- Seit Juni 2002 ist nach der Übernahme von Wesertal die Westfalen Weser Netz AG für die Stromversorgung des Orts zuständig. Am 13. Oktober 2011 hat der Gemeinderat beschlossen, mit den Stadtwerken Hameln zusammenzuarbeiten. Die Gasversorgung liegt bei der Westfalen Weser Netz AG.
- Seit 1956 gibt es in Aerzen ein Wasserversorgungsnetz, das mit seinem Wasserwerk, Brunnen und Hochbehälter oberhalb von Aerzen am Wülmser Weg liegt. Das Wassereinzugsgebiet ist als Wasserschutzgebiet mit Schildern gekennzeichnet. Die Wasserversorgung wird vom Eigenbetrieb Wasser des Flecken Aerzen betrieben.
- Seit 2021 befindet sich eine der zwei deutschen Bodenstationen für den satellitenbasierten Internetzugang der Firma Starlink in Aerzen.

### Verkehr

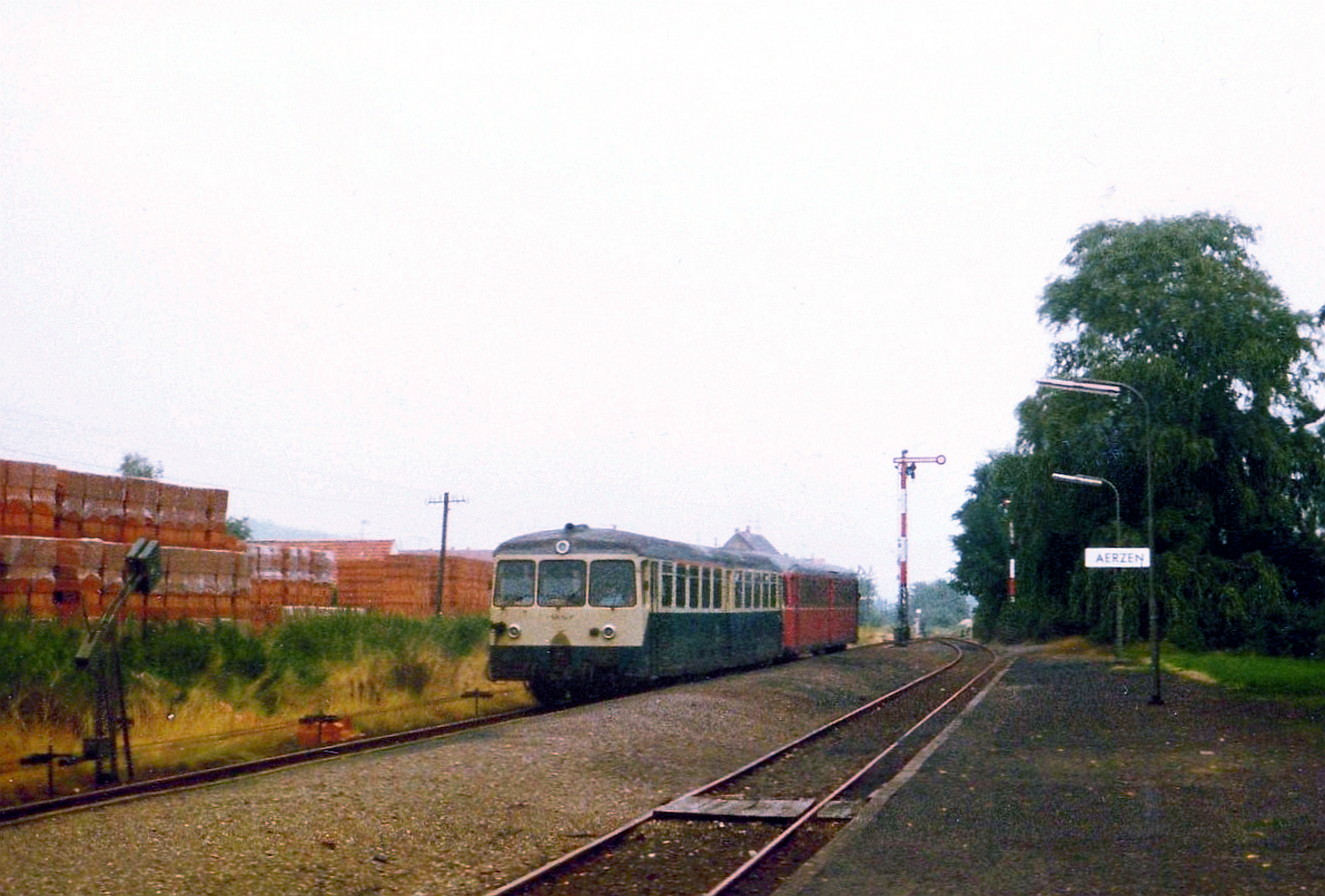
Triebwagen der Baureihe 515 im Bahnhof Aerzen, um 1979

Aerzen liegt direkt an der Bundesstraße 1. Am 21. November 2013 wurde die 4,3 km lange Ortsumgehung für den Verkehr freigegeben.
Bis 1980 war Aerzen über die Lager Bahn an den SPNV in Richtung Hameln und Bielefeld angebunden. Der Güterverkehr über die Schiene wurde 1994 aufgegeben und die Strecke abgebaut.

### Feuerwehr
Im Flecken Aerzen gibt es insgesamt 13 Freiwillige Feuerwehren und zwei Werkfeuerwehren. Davon sind die Ortsfeuerwehren Aerzen und Groß Berkel Stützpunktwehren. Die Ortsfeuerwehren Reher, Grupenhagen, Multhöpen, Dehmke, Dehmkerbrock, Herkendorf, Egge, Grießem, Reinerbeck, Gellersen und Königsförde/Selxen sind Feuerwehren mit Grundausstattung. Die Lenze SE und die Aerzener Maschinenfabrik unterhalten jeweils eine Werkfeuerwehr.
Die Ortsfeuerwehr Aerzen ist mit dem Gründungsdatum 16. August 1885 die älteste sowie mit sechs Fahrzeugen die größte Feuerwehr im Flecken Aerzen. Die Feuerwehr Aerzen besteht aus der Kinderfeuerwehr „Flammenhopser“, der Jugendfeuerwehr, der Einsatzabteilung und der Ehrenabteilung (ehem. Altersabteilung). Der Ortsbrandmeister der Feuerwehr Aerzen ist Heinz Brand mit seinen Stellvertretern Sebastian Bohne und Lars Hylmer (Stand 2021).

## Persönlichkeiten

### Söhne und Töchter des Fleckens
- Hilmar Curas (* 1673), Sprach- und Schreiblehrer
- Wilhelm Hermann August Garvens (* 1768), Papierhändler und Kaufmann, Vater des Sängers Wilhelm Garvens
- Eberhard Müller (1792–1861), Verwaltungsjurist im Amt Aerzen
- Gustav Karl Wilhelm Siemens (1806–1874), Jurist und Politiker, Mitglied der Frankfurter Nationalversammlung
- Otto Lauenstein (1829–1902), Jurist und Politiker
- Johann Heinrich Vogel (1862–1930), Chemiker, Landwirtschaftswissenschaftler und Hochschullehrer
- Margarete Wessel (1881 oder 1882–1970), Mutter von Horst Wessel
- Ernst Winter (1888–1954), Politiker (SPD)
- August Heißmeyer (1897–1979), SS-Obergruppenführer und General der Waffen-SS, im Ortsteil Gellersen geboren
- Wolfgang Schlüter (* 1937), Prähistoriker und Fachmann für provinzialrömische Archäologie, im Ortsteil Reher geboren
- Wilfried Seibel (1945–2015), Politiker (CDU), im Ortsteil Gellersen geboren
- Dieter Rathing (1956–2023), evangelischer Theologe, seit 2011 Landessuperintendent für den Sprengel Lüneburg der Evangelisch-lutherischen Landeskirche Hannovers

### Personen, die mit dem Flecken in Verbindung stehen
- Stacius von Münchhausen (um 1460–1518), Pfandherr zu Aerzen
- Erich I., „der Ältere“ (1470–1540), 1530 nahm er Aerzen wieder in Besitz für die Welfen (sein Wappen ist über der Tür im Nordflügel der Burg Aerzen angebracht)
- Hilmar der Jüngere von Münchhausen (1558–1617), er besaß die Domänenburg Aerzen als kündbares Pfand
- Börries von Münchhausen (1587–1646), Geheimer Kammerrat, Pfandinhaber des Amts Aerzen, in Aerzen verstorben
- Johann Gottlieb Brauns (1713–1785), Vater des königlich-dänischen Amtmanns Gottlieb Johann August Brauns, verstarb in Aerzen
- Johann Carl Leonhart (1720–1777), Verwaltungsjurist, er war von 1749 bis 1756 Amtschreiber in Aerzen
- Günther Nicol (1806–1858), Dichter und Jurist, wuchs in Aerzen auf und war dort Advokat
- Adolph Meyer (1807–1866), Bankier in Hannover, Unternehmer, 1860 verlagerte er seine expandierende Landmaschinenfabrik nach Aerzen und gründete dort 1864 die Aerzener Maschinenfabrik
- August Seidensticker (1820–1899), Forstwissenschaftler und Sachbuchautor, er war ab 1841 u. a. Förster in Aerzen
- Oscar Wichtendahl (1860–1933), Kirchenmaler des Historismus, er schuf 1922/23 die Wandbemalungen im Rittersaal des Schlosses Schwöbber (Aerzen)
- Adelheid Cramer (1874–1962), Ehefrau des Kaffeehändlers Ludwig Cramer, sie verstarb in Aerzen
- Otto Heider (1896–1960), Politiker (NSDAP), verstarb im Ortsteil Groß Berkel
- Heinrich Schwieger-Uelzen (1902–1976), Graphiker und Maler, verstarb in Flakenholz (Aerzen)
- Anneliese Hager (1904–1997), Lyrikerin des Surrealismus, Übersetzerin und Fotokünstlerin, sie lebte von 1945 bis 1950 im Ortsteil Königsförde
- Karl Naumann (1905–1976), SS-Standartenführer, niedersächsischer Politiker (GB/BHE) und Mitglied des Niedersächsischen Landtages, verstarb in Aerzen
- Karl Otto Götz (1914–2017), Maler und Lyriker, Hauptvertreter der abstrakten Kunst und des Informel in Deutschland, er lebte von 1945 bis 1950 im Ortsteil Königsförde
- Ulrich Getsch (* 1949), Pädagoge, Politiker (parteilos), er wurde beim Stahlkontor Weser Lenze im Ortsteil Groß Berkel zum Industriekaufmann ausgebildet
- Sigmar Stopinski (1954–2023), deutscher Erziehungs- und Politikwissenschaftler, wuchs in Aerzen auf
- Achim Schwekendiek (* 1965), Koch, seit 2004 ist er Küchendirektor im „Schlosshotel Münchhausen“ in Aerzen
- Kristina Schnüll (* 1977), Fußballspielerin und -trainerin, sie wuchs in Aerzen auf